# Niechcice (stacja kolejowa)
Niechcice – dawna wąskotorowa stacja kolejowa w Niechcicach, w województwie łódzkim, w Polsce.